# ۲۰ سپتامبر
۲۰ سپتامبر در تقویم گرگوری، دویست و شصت و سومین (در سال‌های کبیسه دویست و شصت و چهارمین) روز سال است. ۱۰۲ روز تا پایان سال باقی است.

## رویدادها
سیاسی
- ۱۱۸۷ - صلاح الدین ایوبی، اورشلیم را محاصره کرد.[۱]
- ۱۴۵۹ - فرمان تأسیس و ایجاد شهر بخارست پایتخت امروزی رومانی توسط امپراتور ولاد.
- ۱۷۷۷ - قتل‌عام پائولی (قتل‌عام) در ایالات متحده آمریکا
- ۱۸۷۰ - رم توسط سربازان ویکتور امانوئل دوم پادشاه ایتالیای متحد تصرف شد.
- ۱۹۷۹ - دولت امپراطوری آفریقای مرکزی با کودتا سرنگون شد.

علمی
- ۱۸۳۱ - ساخت اولین اتوبوس بخاری.
- ۱۸۳۹ - نخستین راه آهن در هلند آغاز به کار کرد.

## زادگان
- ۱۸۳۳ – ارنستو تئودورو مونتا، روزنامه‌نگار ایتالیای و برنده جایزه نوبل ۱۹۰۷.
- ۱۹۲۱ – هاریس گولد، رانندهٔ مسابقات اتومبیل‌رانی فرمول یک اهل انگلستان (د. ۱۹۶۸)
- ۱۹۲۲ – دیوید لنکسترنیکلسون، تاجر و سیاستمدار.
- ۱۹۳۴ – سوفیا لورن، مشهورترین بازیگر ایتالیایی برنده اسکار.
- ۱۹۴۸ – جرج آر.آر مارتین، نویسنده اهل آمریکا
- ۱۹۷۵ – خوان پابلو مونتویا، رانندهٔ مسابقات اتومبیل‌رانی اهل کلمبیا
- ۱۹۷۸ – ساریت حداد، خواننده اسرائیلی مشهور سبک پاپ و میزراحی

## مرگ‌ها
- ۹۴۰ - محمد بن قاسم انباری، ادیب، لغوی، نحوشناس، مفسّر و محدّث عراقی.
- ۱۹۳۸ - گابریل دانونزیو، نویسنده و ادیب معروف ایتالیا.
- ۱۹۴۷ - فیورلو لاگاردیا، سیاستمدار آمریکایی.
- ۱۹۹۵ - مونیکا موریس، صنعت کار.
- ۲۰۰۰ - گرمان تیتوف، کیهان‌نورد روسی، دومین فضانورد روسیه و جهان